# NXT TakeOver
NXT TakeOver was een serie van periodieke professioneel worstelevenementen dat georganiseerd wordt door WWE voor hun NXT brand. De evenementen werden uitgezonden op pay-per-view (PPV) en de WWE Network. TakeOver evenementen werden meerdere keren per jaar gehouden. Oorspronkelijk werden de evenementen live gestreamd op de WWE Network tot het evenement TakeOver 31 in oktober 2020, waarbij de evenementen beschikbaar zijn op pay-per-view.
Met de lancering van NXT UK, had NXT UK hetzelfde concept genaamd NXT UK TakeOver.

## Geschiedenis
De eerste speciale aflevering van NXT heette Arrival in februari 2014. Echter na het debuut van TakeOver in mei van dat jaar, werd de naam "TakeOver" de benaming voor alle NXT livespecials. Alle specials werden gehouden in het Full Sail University, net zoals het televisieprogramma van NXT. Vanaf het evenement TakeOver: Brooklyn werden de evenementen gehouden op verschillende locatie in de VS totdat het coronapandemie ontstond. Alle evenementen werden toen weer gehouden in het Full Sail University. Vanaf TakeOver 31 werden de evenementen gehouden in het WWE Performance Center, dat werd omgebouwd tot het Capitol Wrestling Center (CWC), een eerbetoon aan de Capitol Wrestling Corporation, de voorloper van WWE, met beperkt aantal virtueel publiek (vergelijkbaar met de ThunderDome).
Sinds 2016 zijn de meeste TakeOver evenementen gepland als ondersteuningsevenement voor elk van WWE's vier belangrijkste pay-per-view evenementen (Royal Rumble, WrestleMania, SummerSlam en Survivor Series) en delen ze dezelfde locatie (behalve wanneer een evenement gehouden wordt in een stadion; in deze gevallen wordt TakeOver gehouden in een arena in dezelfde stad).

## Evenementen
| Evenement       | Datum             | Locatie                    | Locatie                                | Main Event |
| --------------- | ----------------- | -------------------------- | -------------------------------------- | --- |
| TakeOver        | 29 mei 2014       | Winter Park, Florida       | Full Sail University                   | Adrian Neville (c) vs. Tyson Kidd voor het NXT Championship |
| Fatal 4-Way     | 11 september 2014 | Winter Park, Florida       | Full Sail University                   | Adrian Neville (c) vs. Sami Zayn vs. Tyler Breeze vs. Tyson Kidd voor het NXT Championship |
| R Evolution     | 11 december 2014  | Winter Park, Florida       | Full Sail University                   | Adrian Neville (c) vs. Sami Zayn in een Title vs. Career match voor het NXT Championship |
| Rival           | 11 februari 2015  | Winter Park, Florida       | Full Sail University                   | Sami Zayn (c) vs. Kevin Owens voor het NXT Championship |
| Unstoppable     | 20 mei 2015       | Winter Park, Florida       | Full Sail University                   | Kevin Owens (c) vs. Sami Zayn voor het NXT Championship |
| Brooklyn        | 22 augustus 2015  | Brooklyn, New York         | Barclays Center                        | Finn Bálor (c) vs. Kevin Owens in een Ladder match voor het NXT Championship |
| Respect         | 7 oktober 2015    | Winter Park, Florida       | Full Sail University                   | Bayley (c) vs. Sasha Banks in een 30-minuten Iron Woman match voor het NXT Women's Championship                                                                                                   |
| London          | 16 december 2015  | Londen, Engeland           | SSE Arena                              | Finn Bálor (c) vs. Samoa Joe voor het NXT Championship |
| Dallas          | 1 april 2016      | Dallas, Texas              | Kay Bailey Hutchison Convention Center | Finn Bálor (c) vs. Samoa Joe voor het NXT Championship |
| The End         | 8 juni 2016       | Winter Park, Florida       | Full Sail University                   | Samoa Joe (c) vs. Finn Bálor in een Steel Cage match voor het NXT Championship |
| Brooklyn II     | 20 augustus 2016  | Brooklyn, New York         | Barclays Center                        | Samoa Joe (c) vs. Shinsuke Nakamura voor het NXT Championship |
| Toronto         | 19 november 2016  | Toronto, Ontario, Canada   | Air Canada Centre                      | Shinsuke Nakamura (c) vs. Samoa Joe voor het NXT Championship |
| San Antonio     | 28 januari 2018   | San Antonio, Texas         | Freeman Coliseum                       | Shinsuke Nakamura (c) vs. Bobby Roode voor het NXT Championship |
| Orlando         | 1 april 2017      | Orlando, Florida           | Amway Center                           | Bobby Roode (c) vs. Shinsuke Nakamura voor het NXT Championship |
| Chicago         | 20 mei 2017       | Rosemont, Illinois         | Allstate Arena                         | The Authors of Pain (Akam & Rezar) (c) vs. DIY (Johnny Gargano & Tommaso Ciampa) in een Ladder match voor het NXT Tag Team Championship                                                           |
| Brooklyn III    | 19 augustus 2017  | Brooklyn, New York         | Barclays Center                        | Bobby Roode (c) vs. Drew McIntyre voor het NXT Championship |
| WarGames        | 18 november 2017  | Houston, Texas             | Toyota Center                          | SAnitY (Alexander Wolfe, Eric Young & Killian Dain) vs. The Authors of Pain (Akam & Rezar) & Roderick Strong vs. The Undisputed Era (Adam Cole, Bobby Fish & Kyle O'Reilly) in een WarGames match |
| Philadelphia    | 27 januari 2018   | Philadelphia, Pennsylvania | Wells Fargo Center                     | Andrade "Cien" Almas (c) vs. Johnny Gargano voor het NXT Championship |
| New Orleans     | 7 april 2018      | New Orleans, Louisiana     | Smoothie King Center                   | Johnny Gargano vs. Tommaso Ciampa in een unsanctioned match |
| Chicago II      | 16 juni 2018      | Rosemont, Illinois         | Allstate Arena                         | Johnny Gargano vs. Tommaso Ciampa in een Chicago Street Fight |
| Brooklyn 4      | 18 augustus 2018  | Brooklyn, New York         | Barclays Center                        | Tommaso Ciampa (c) vs. Johnny Gargano in een Last Man Standing match voor het NXT Championship |
| WarGames        | 17 november 2018  | Los Angeles, Californië    | Staples Center                         | Pete Dunne, Ricochet en War Raiders (Hanson & Rowe) vs. The Undisputed Era (Adam Cole, Bobby Fish, Kyle O'Reilly) en Roderick Strong) in een WarGames match                                       |
| Phoenix         | 26 januari 2019   | Phoenix, Arizona           | Talking Stick Resort Arena             | Tommaso Ciampa (c) vs. Aleister Black voor het NXT Championship |
| New York        | 5 april 2019      | Brooklyn, New York         | Barclays Center                        | Johnny Gargano vs. Adam Cole in een 2-out-of-3 falls match voor het vacant NXT Championship |
| XXV             | 1 juni 2019       | Bridgeport, Connecticut    | Webster Bank Arena                     | Johnny Gargano (c) vs. Adam Cole voor het NXT Championship |
| Toronto         | 10 augustus 2019  | Toronto, Ontario, Canada   | Scotiabank Arena                       | Adam Cole (c) vs. Johnny Gargano in een Two-out-of-Three falls match voor het NXT Championship |
| WarGames        | 23 november 2019  | Rosemont, Illinois         | Allstate Arena                         | Tommaso Ciampa, Keith Lee, Dominik Dijakovic en Kevin Owens vs. The Undisputed Era (Adam Cole, Kyle O'Reilly, Roderick Strong en Bobby Fish) in een WarGames match                                |
| Portland        | 16 februari 2020  | Portland, Oregon           | Moda Center                            | Adam Cole (c) vs. Tommaso Ciampa voor het NXT Championship |
| In Your House   | 7 juni 2020       | Winter Park, Florida       | Full Sail University                   | Charlotte Flair (c) vs. Rhea Ripley vs. Io Shirai voor het NXT Women's Championship |
| XXX             | 22 augustus 2020  | Winter Park, Florida       | Full Sail University                   | Keith Lee (c) vs. Karrion Kross voor het NXT Championship |
| 31              | 4 oktober 2020    | Orlando, Florida           | WWE Performance Center                 | Finn Bálor (c) vs. Kyle O'Reilly voor het NXT Championship |
| WarGames        | 6 december 2020   | Orlando, Florida           | WWE Performance Center                 | The Undisputed Era (Adam Cole, Kyle O'Reilly, Roderick Strong & Bobby Fish) vs. Team McAfee (Pat McAfee, Pete Dunne, Danny Burch & Oney Lorcan) in een WarGames match                             |
| Vengeance Day   | 14 februari 2021  | Orlando, Florida           | WWE Performance Center                 | Finn Bálor (c) vs. Pete Dunne voor het NXT Championship |
| Stand & Deliver | 7 april 2021      | Orlando, Florida           | WWE Performance Center                 | Io Shirai (c) vs. Raquel González (met Dakota Kai) voor het NXT Women's Championship |
| Stand & Deliver | 8 april 2021      | Orlando, Florida           | WWE Performance Center                 | Adam Cole vs. Kyle O'Reilly in een unsanctioned match |
| In Your House   | 13 juni 2021      | Orlando, Florida           | WWE Performance Center                 | Karrion Kross (c) vs. Adam Cole vs. Kyle O'Reilly vs. Johnny Gargano vs. Pete Dunne in een fatal 5-way match voor het NXT Championship                                                            |
| 36              | 22 augustus 2021  | Orlando, Florida           | WWE Performance Center                 | Karrion Kross (c) vs. Samoa Joe voor het NXT Championship |